# 石庵
石庵，位于中国广东省潮州市湘桥区意溪，为潮州市的一个市、县级文物保护单位，类型为古建筑，公布时间为1987年12月。
石庵的历史年代为明代。